# Аморфа травянистая
Аморфа травянистая (лат. Amorpha herbacea) — листопадный кустарник, вид рода Аморфа (Amorpha) семейства Бобовые (Fabaceae).

## Распространение и экология
Ареал вида охватывает Северную Америку — штаты Флорида, Джорджия, Северная и Южная Каролина.

## Биологическое описание
Кустарник высотой 1—1,5 м. Побеги бороздчатые, серые от мелких волосков.
Листья длиной 4—16 (до 25) см, с 11—37 листочками. Листочки эллиптические, длинйо 1—2,5 см, шириной 0,8—1 см, с обоих концов закруглённые, на верхушке с очень коротким шипиком, с обеих сторон мелко-серовато-опушенные, сверху тёмно-зелёные, снизу серовато-зелёные, с чёрными железистыми точками, на коротких черешочках.
Цветки от фиолетово-пурпурных до белых, в метельчатых соцветиях длиной до 10—30 см. Чашечка ворсистая, на верхней губе с двумя широкотреугольными, на нижней с тремя узкотреугольными зубцами, равными приблизительно трети длины трубки; парус обратноклиновидно-яйцевидный, длиной до 5 мм, с выемкой на верхушке.
Бобы длиной 4—5 мм, шириной 2—2,5 мм, с почти прямой спинкой, почти голые, с частыми тёмными железками.
Цветёт в июне — июле.

## Классификация

### Представители
В рамках вида выделяют ряд разновидностей:
- Amorpha herbacea var. crenulata (Rydb.) Isely

- [syn.  Amorpha crenulata Rydb.]

- Amorpha herbacea var. herbacea

### Таксономия
Вид Аморфа травянистая входит в род Аморфа (Amorpha) трибы Amorpheae подсемейства Мотыльковые (Faboideae) семейства Бобовые (Fabaceae) порядка Бобовоцветные (Fabales).
|  |                                      |  |                                                             |                                                             |                   |  | ещё 4 семейства (согласно Системе APG II) | ещё 4 семейства (согласно Системе APG II)    |                                              |  |  |  | ещё около 470 родов | ещё около 470 родов    |  |  |
|  |                                      |  |                                                             |                                                             |                   |  | ещё 4 семейства (согласно Системе APG II) | ещё 4 семейства (согласно Системе APG II)    |                                              |  |  |  | ещё около 470 родов | ещё около 470 родов    |  |  |
|  |                                      |  |                                                             | порядок Бобовоцветные                                       |                   |  |                                           |                                              | подсемейство Мотыльковые                     |  |  |  |                     | вид Аморфа травянистая |  |  |
|  |                                      |  |                                                             | порядок Бобовоцветные                                       |                   |  |                                           |                                              | подсемейство Мотыльковые                     |  |  |  |                     | вид Аморфа травянистая |  |  |
|  | отдел Цветковые, или Покрытосеменные |  |                                                             |                                                             | семейство Бобовые |  |                                           |                                              | род Аморфа                                   |  |  |  |                     |                        |  |  |
|  | отдел Цветковые, или Покрытосеменные |  |                                                             |                                                             |                   |  |                                           |                                              |                                              |  |  |  |                     |                        |  |  |
|  |                                      |  | ещё 44 порядка цветковых растений (согласно Системе APG II) | ещё 44 порядка цветковых растений (согласно Системе APG II) |                   |  |                                           | ещё 2 подсемейства (согласно Системе APG II) | ещё 2 подсемейства (согласно Системе APG II) |  |  |  | ещё около 15 видов  |                        |  |  |
|  |                                      |  |                                                             | ещё 44 порядка цветковых растений (согласно Системе APG II) |                   |  |                                           |                                              | ещё 2 подсемейства (согласно Системе APG II) |  |  |  |                     |                        |  |  |